# Рожанець (Чрномель)
Рожанець (словен. Rožanec) — поселення в общині Чрномель, Південно-Східна Словенія, Словенія. Висота над рівнем моря: 194,7 м.